# Astragalus dzhebrailicus
Astragalus dzhebrailicus es una especie de planta del género Astragalus, de la familia de las leguminosas, orden Fabales.

## Distribución
Astragalus dzhebrailicus se distribuye por Azerbaiyán, Armenia, Turquía e Irán.

## Taxonomía
Fue descrita científicamente por Grossh. Fue publicado en Izvestiya: Estestvennye Nauki 7: 59 (1946).
Sinonimia
- Astragalus schuschensis Grossh.